# Chetogena sellersi
Chetogena sellersi är en tvåvingeart som först beskrevs av Hall 1939.  Chetogena sellersi ingår i släktet Chetogena och familjen parasitflugor. Inga underarter finns listade i Catalogue of Life.